# Міддлтоніт
Міддлтоні́т (англ. middletonite) — викопна смола.

## Загальний опис
Склад у % : С — 86,21; Н — 8,03; О — 5,76; зола — 0,17.
Густина 1,6.
Колір червонувато-бурий, у прохідному світлі інтенсивно-червоний. На повітрі поступово чорніє. Знайдений у кам'яному вугіллі родов. Міддлтон (графство Йоркшир, Англія) у вигляді тонких прошарків. За назвою родовища Міддлтон (J. F. Johnston, 1838).